# Rennweg am Katschberg
Rennweg am Katschberg is een gemeente in de Oostenrijkse deelstaat Karinthië, gelegen in het district Spittal an der Drau (SP). De gemeente heeft ongeveer 2000 inwoners.

## Geografie
Rennweg am Katschberg heeft een oppervlakte van 120,81 km². Het ligt in het zuiden van het land.

## Foto's

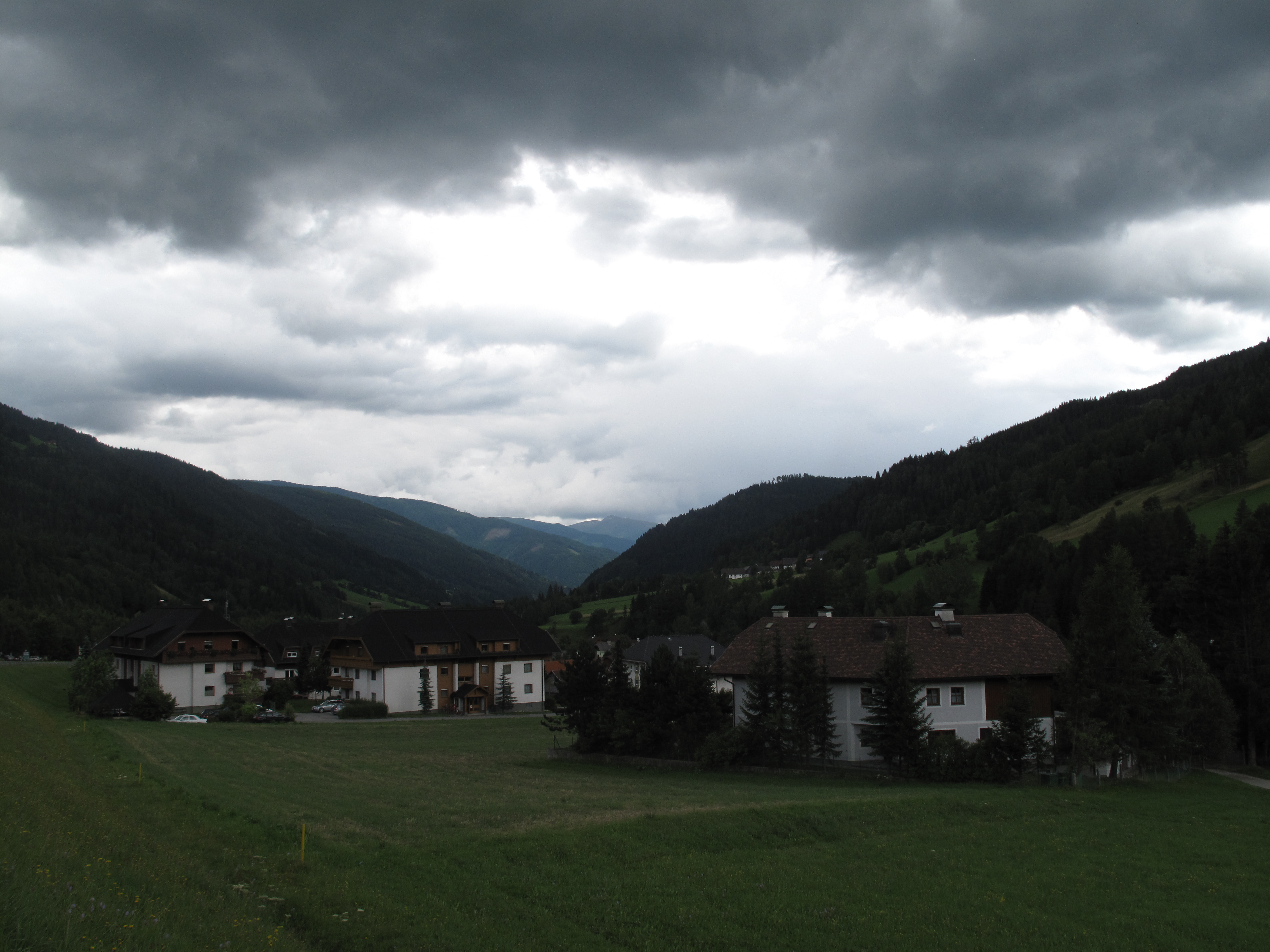
Rennweg, dorpsgezicht
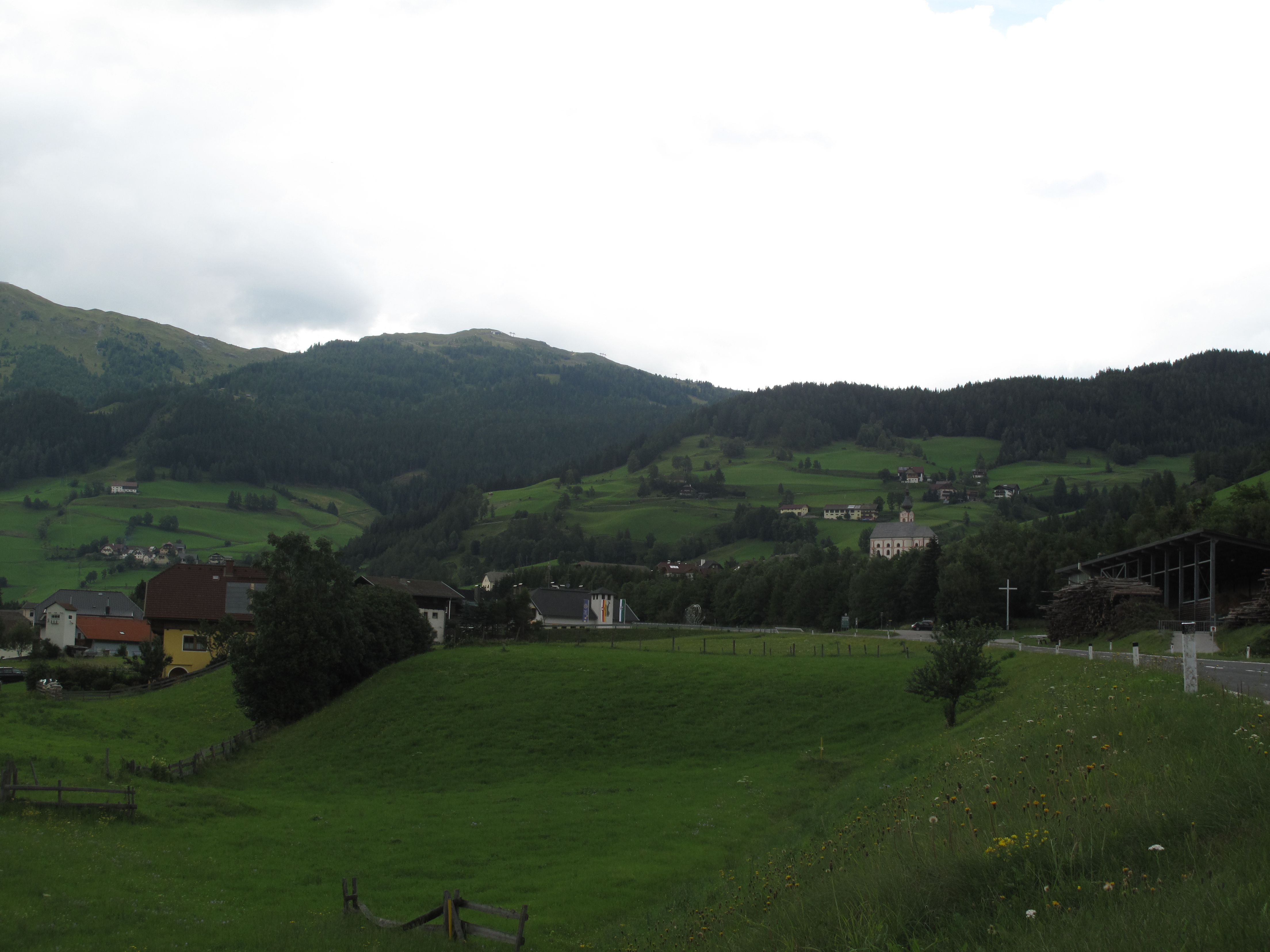
Rennweg, dorpsgezicht
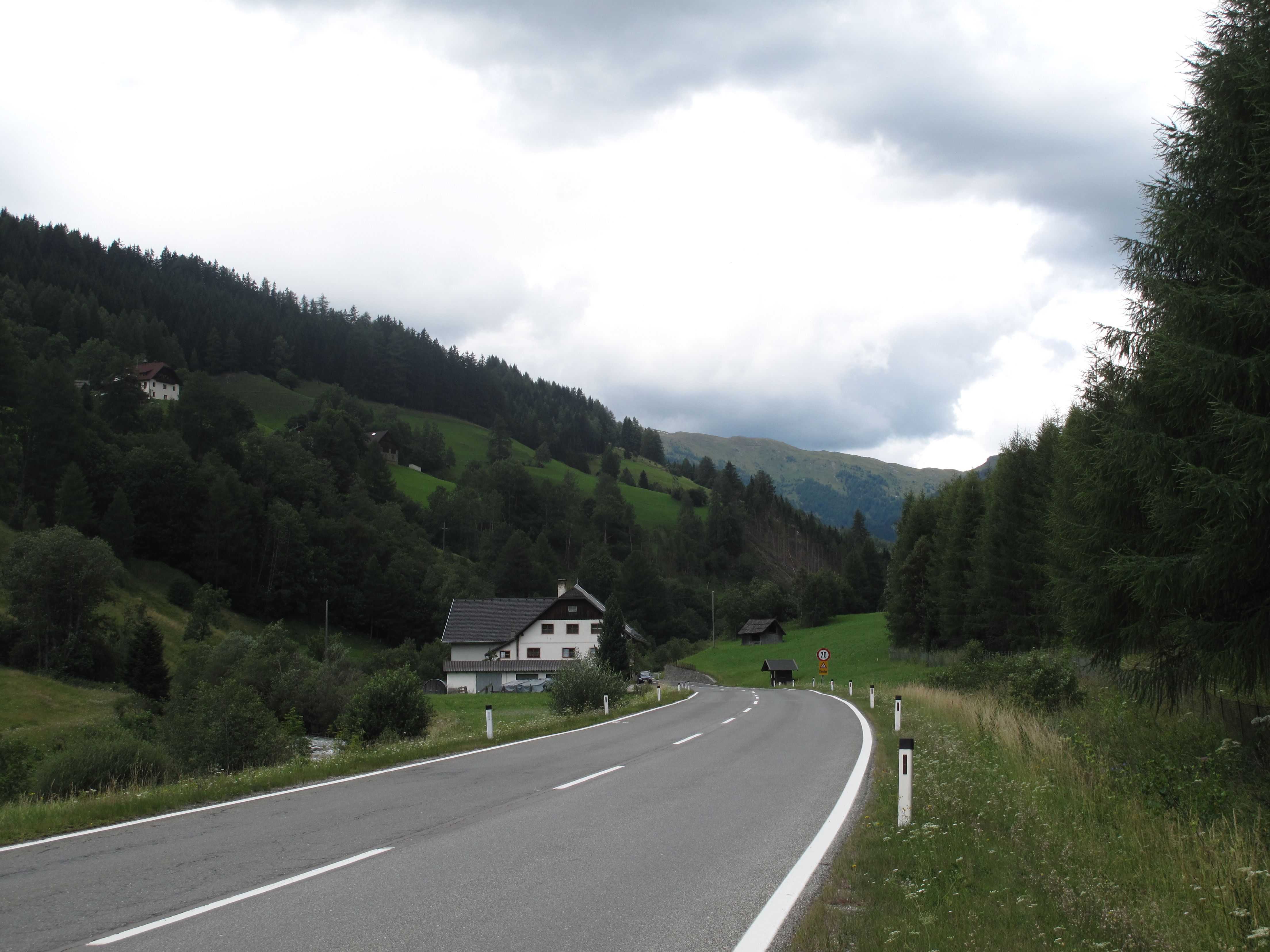
tussen Brugg en Kremsbrücke, panorama

Bad Kleinkirchheim · Baldramsdorf · Berg im Drautal · Dellach im Drautal · Flattach · Gmünd in Kärnten · Greifenburg · Großkirchheim · Heiligenblut am Großglockner · Irschen · Kleblach-Lind · Krems in Kärnten · Lendorf im Drautal · Lurnfeld · Mallnitz · Malta in Kärnten · Millstatt am See · Mörtschach · Mühldorf · Oberdrauburg · Obervellach · Radenthein · Rangersdorf · Reißeck · Rennweg am Katschberg · Sachsenburg · Seeboden am Millstätter See · Spittal an der Drau (stad) · Stall · Steinfeld · Trebesing · Weissensee · Winklern